# AMC-11
O AMC-11 (anteriormente conhecido por GE-11) é um satélite de comunicação geoestacionário construído pela Lockheed Martin, ele está localizado na posição orbital de 111 graus de longitude oeste e foi operado inicialmente pela GE Americom, atualmente o mesmo é operado pela SES World Skies, divisão da SES. O satélite foi baseado na plataforma A2100A e sua expectativa de vida útil era de 15 anos.

## História
O nome original do satélite era GE-11, mas como os satélites GE foram renomeados para AMC após a compra da GE Americom pela SES, o mesmo foi renomeado para AMC-11.
O AMC-11 pesa 2,3 tonelada (com combustível) o mesmo carrega 24 transponders em banda C para fornecer áudio, vídeo e internet de banda larga e comunicações para o território continental dos EUA, o Alasca e no Caribe após o estacionamento a 137 graus de longitude oeste.

## Lançamento
O satélite foi lançado com sucesso ao espaço no dia 19 de maio de 2004, às 22:22 UTC, por meio de um veículo Atlas-2AS, que foi lançado a partir da Estação da Força Aérea de Cabo Canaveral, na Flórida, EUA. Ele tinha uma massa de lançamento de 2.315 kg.

## Capacidade e cobertura
O AMC-11 está equipado com 24 transponders em banda C para prestação de serviços de telecomunicações à América do Norte, América Central, Havaí e Caribe.